# Diphyllodes magnificus
La paradisea magnifica (Diphyllodes magnificus (Forster, 1781)) è un uccello passeriforme della famiglia Paradisaeidae.

## Descrizione

### Dimensioni
Misura 19 cm di lunghezza (i maschi con le penne caudali raggiungono i 26 cm), per 52-119 g di peso: a parità d'età, i maschi possono pesare anche il doppio rispetto alle femmine.

### Aspetto
La paradisea magnifica ricorda una pitta, in virtù dell'aspetto robusto e paffuto, del becco conico e di ali e coda corte e arrotondate.

In questa specie è presente un netto dicromatismo sessuale: le femmine, infatti, presentano colorazione sobria e mimetica, grigio-bruna su fronte, vertice, nuca, dorso, ali e coda e bianco-grigiastra su gola, petto, ventre e sottocoda, con le singole penne ventrali orlate di bruno scuro a dare un aspetto ondulato. I maschi, invece, sono neri su faccia, gola, ventre e coda, bruno-cannella su calotta e guance, verde iridescente su tutto il petto e i fianchi, rossiccio sul dorso, giallo zolfo sulla groppa e sulle remiganti: sulla groppa le penne sono allungate e formano una mantellina erettile, mentre le penne centrali della coda divergono e si arricciano verso l'esterno. In ambedue i sessi, gli occhi sono di colore bruno, con una zona nuda di pelle bluastra che forma una mascherina, mentre zampe e becco sono di color acciaio (quest'ultimo con l'interno della bocca di color giallo vivido nei maschi).

## Biologia

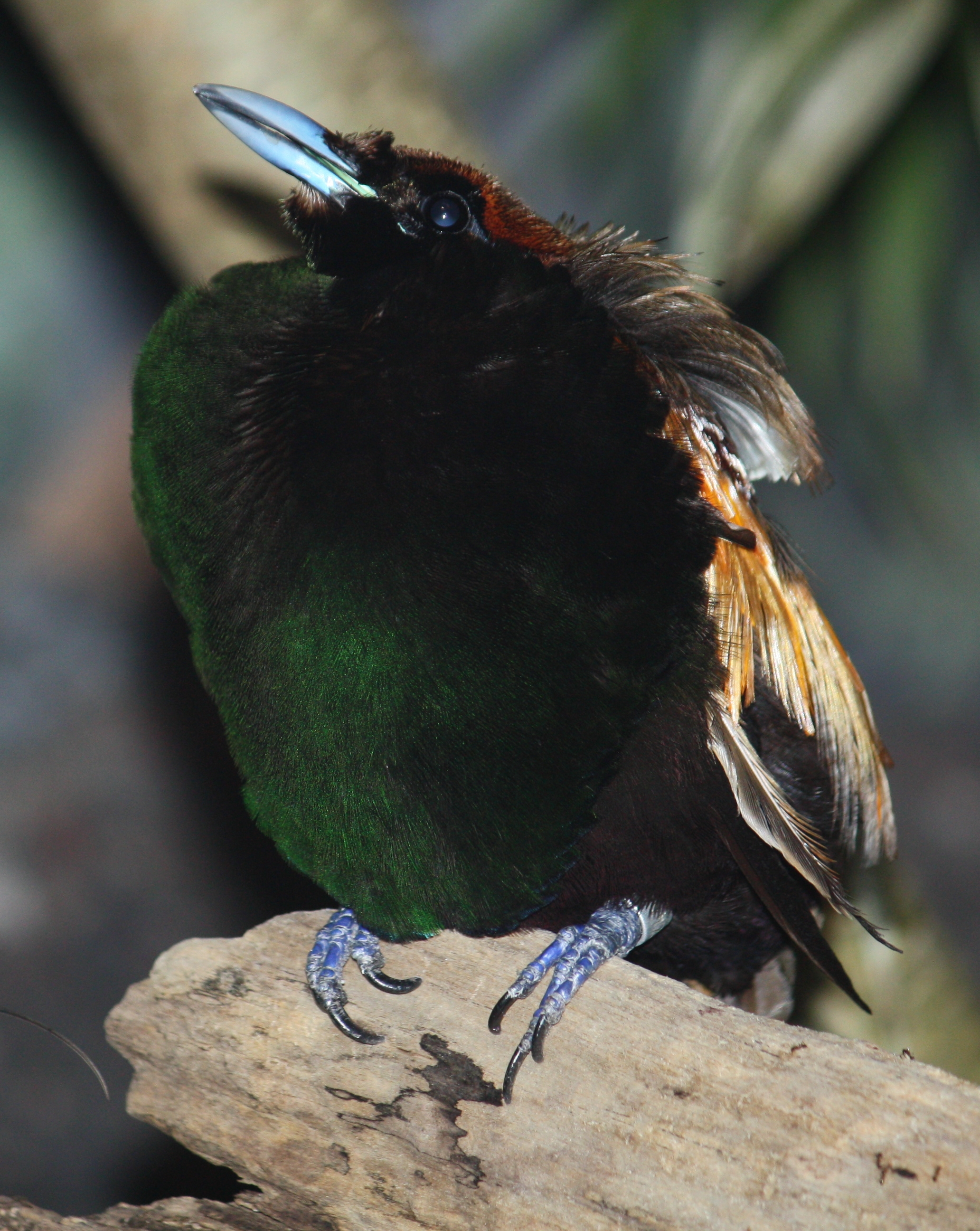
maschio allo zoo di Louisville.

Si tratta di uccelli solitari e dalle abitudini diurne, che si muovono perlopiù nella canopia e passano la maggior parte del proprio tempo muovendosi con circospezione alla ricerca di cibo.

### Alimentazione
La dieta della paradisea magnifica si compone perlopiù di frutta matura: questi uccelli, tuttavia, accettano senza problemi anche insetti, artropodi ed altri piccoli invertebrati, che vengono scovati fra le cortecce e i licheni.

### Riproduzione

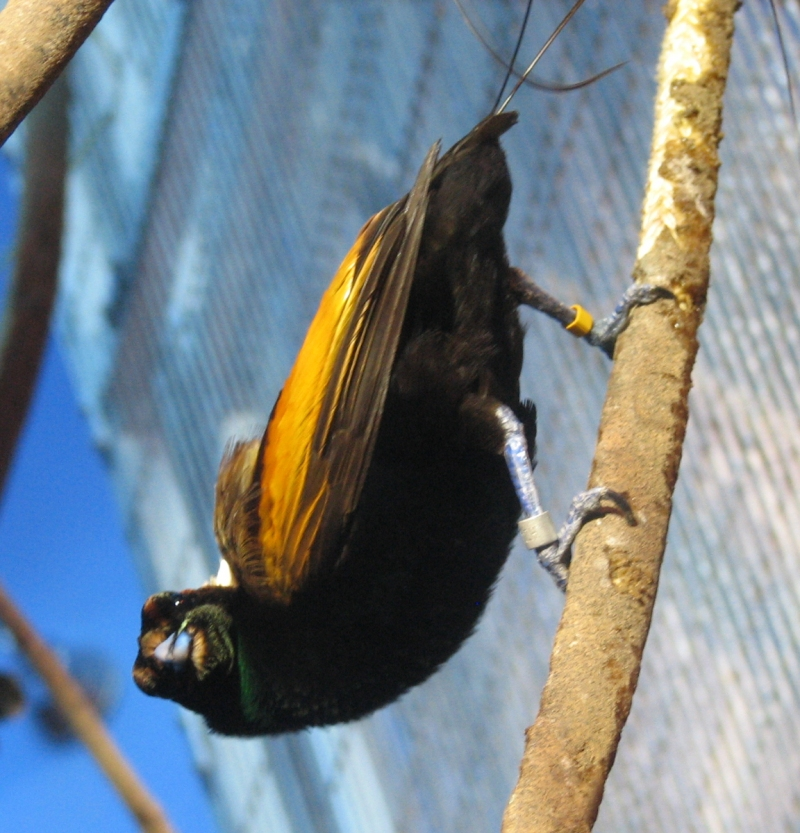
Maschio in esibizione.

Si ritiene che questi uccelli non possiedano un periodo riproduttivo ben definito, ma possano riprodursi durante tutto l'arco dell'anno: questi uccelli sono poligini e possiedono un rituale di corteggiamento piuttosto complesso e codificato, e segue la dinamica del lek.

Prima di tutto, i machi delimitano degli spiazzi di terreno attorno a un supporto verticale (solitamente una giovane pianta), provvedendo a tenerli ben sgombri da foglie e detriti e difendendoli fieramente dagli altri maschi: qui essi emettono a voce spiegata dei richiami gracchianti, che hanno la funzione di attrarre le femmine. Una volta sopraggiunta una di esse, il maschio dà il via a una serie di movimenti su e giù per il supporto verticale, mantenendo sempre la testa rivolta verso la femmina (per richiamare la quale sul supporto egli emette un verso simile al fischio di un palloncino che si sgonfia), ora ergendo la mantellina dorsale, ora gonfiando le penne pettorali, ora dondolando avanti e indietro sulle zampe, ma sempre agitando le lunghe penne filiformi della coda, finché essa si lascia montare oppure si allontana per osservare altri maschi, e decidere con quale accoppiarsi solo in un secondo momento.
Dopo l'accoppiamento, la femmina si separa dal maschio, che non partecipa in nessuna ulteriore maniera all'evento riproduttivo e riprende ad esibirsi per altre spasimanti: essa provvede da sola alla costruzione del nido a coppa, alla cova delle due uova di color crema (che dura 18-19 giorni) ed alle cure dei pulli, che s'involano attorno ai 17-18 giorni dalla schiusa.

## Distribuzione e habitat
Con areale piuttosto frammentato, la paradisea magnifica può essere osservata in gran parte della Nuova Guinea a nord della Cordigliera Centrale, oltre che nelle isole di Yapen e Salawati, mentre manca dalle pianure meridionali dell'isola.
L'habitat di questi uccelli è costituito dalle aree di foresta pluviale collinare e pedemontana, più raramente anche nelle foreste di pianura, fra il livello del mare e i 1800 m di quota.

## Tassonomia
Se ne riconoscono tre sottospecie:

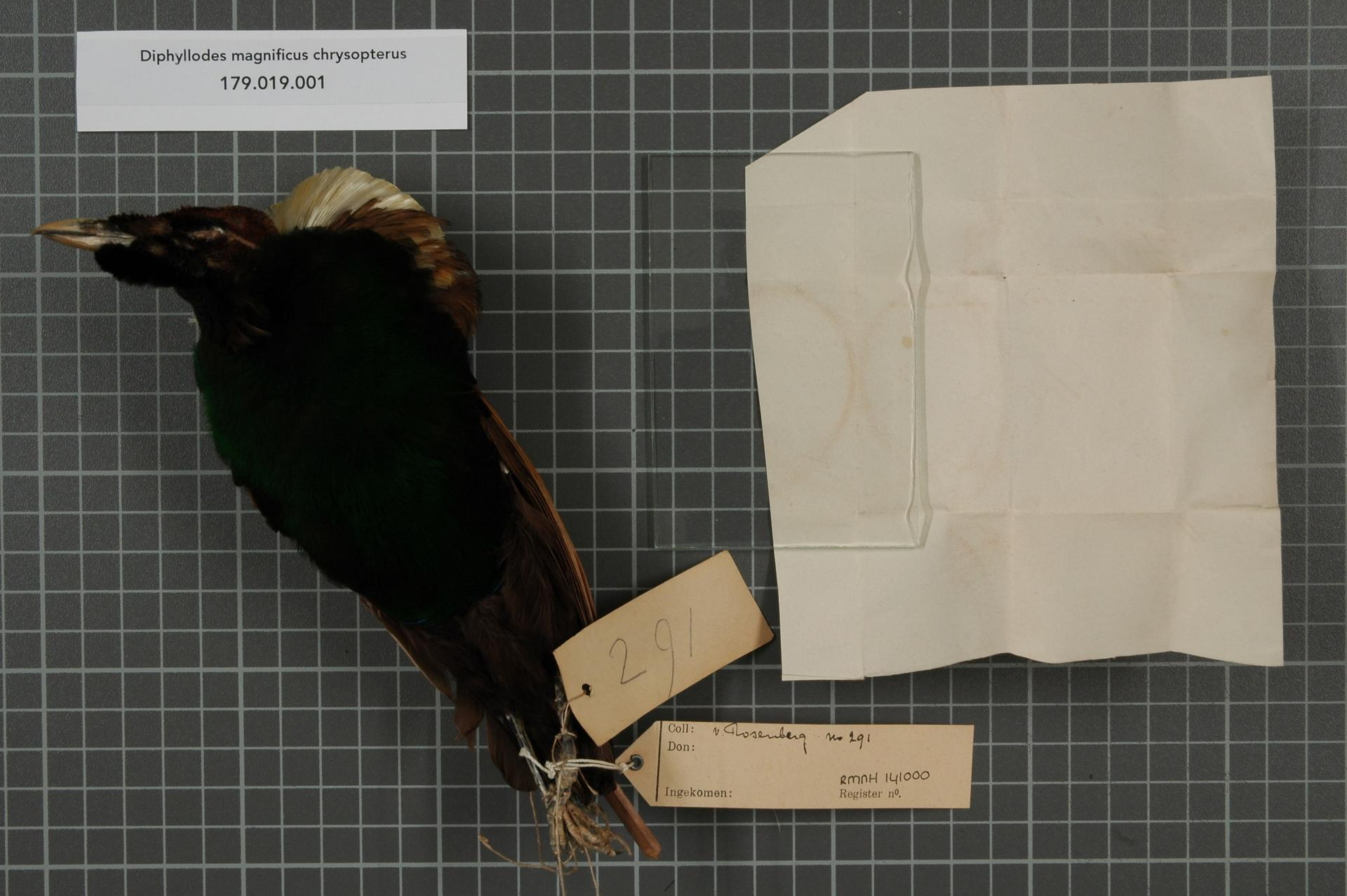
Maschio impagliato della sottospecie chrysopterus.

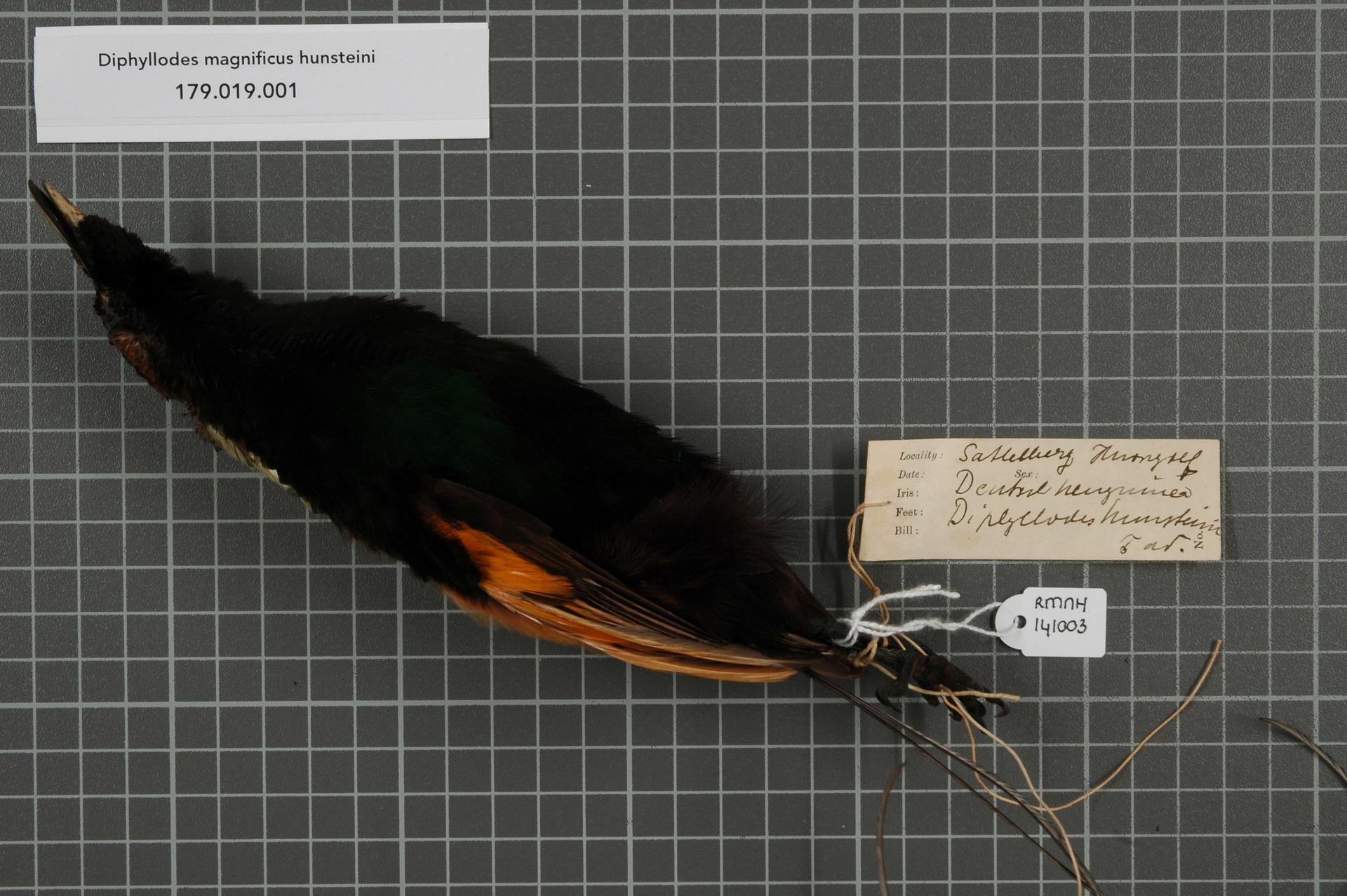
Maschio impagliato della sottospecie hunsteini.

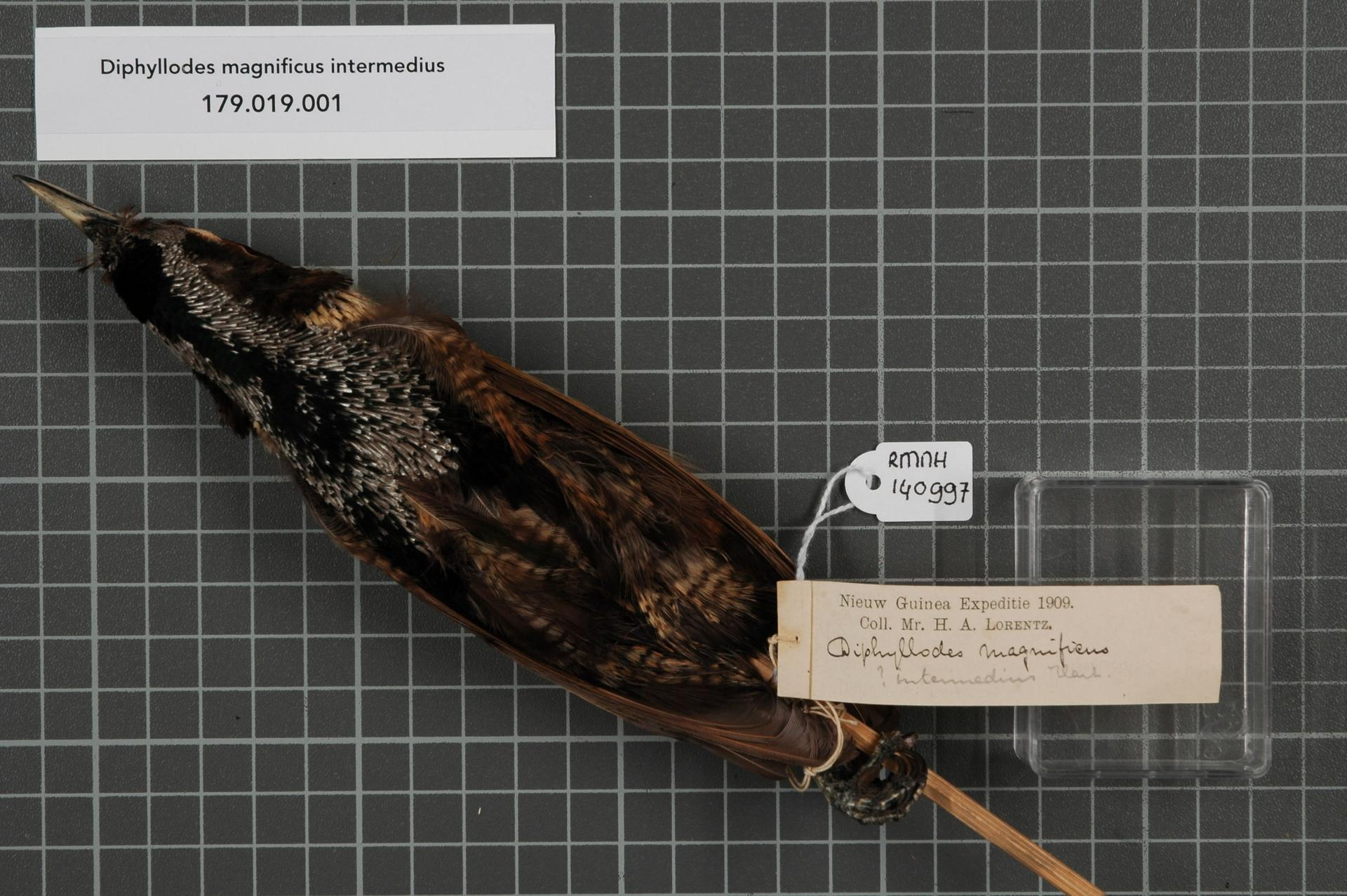
Maschio impagliato della presunta sottospecie intermedius.

- Diphyllodes magnificus magnificus, la sottospecie nominale, diffusa in Irian Jaya e su Salawati;
- Diphyllodes magnificus chrysopterus Elliot, 1873, diffusa su Yapen e lungo la fascia costiera settentrionale della Nuova Guinea, dalle coste orientali della baia di Cenderawasih alle foci del Sepik;
- Diphyllodes magnificus hunsteini Meyer, 1885, diffusa nella penisola di Huon, nei monti Owen Stanley e nel bacino del Fly River;

Alcuni studiosi proporrebbero l'elevazione della popolazione dei monti Sudirman di questi uccelli (attualmente facente parte della sottospecie chrysopterus) al rango di sottospecie a sé stante, col nome di Diphyllodes magnificus intermedius.
Ne è nota l'ibridazione con la paradisea reale (ibridi inizialmente classificati come specie a sé stante, coi nomi di Diphyllodes gulielmi III Meyer, 1875 e Cicinnurus lyogyrus Currie, 1900), la paradise superba (ibrido inizialmente descritto come Lamprothorax wilhelminae Meyer, 1894) e paradisea minore (ibrido classificato come Neoparadisaea ruysi van Oort, 1907).

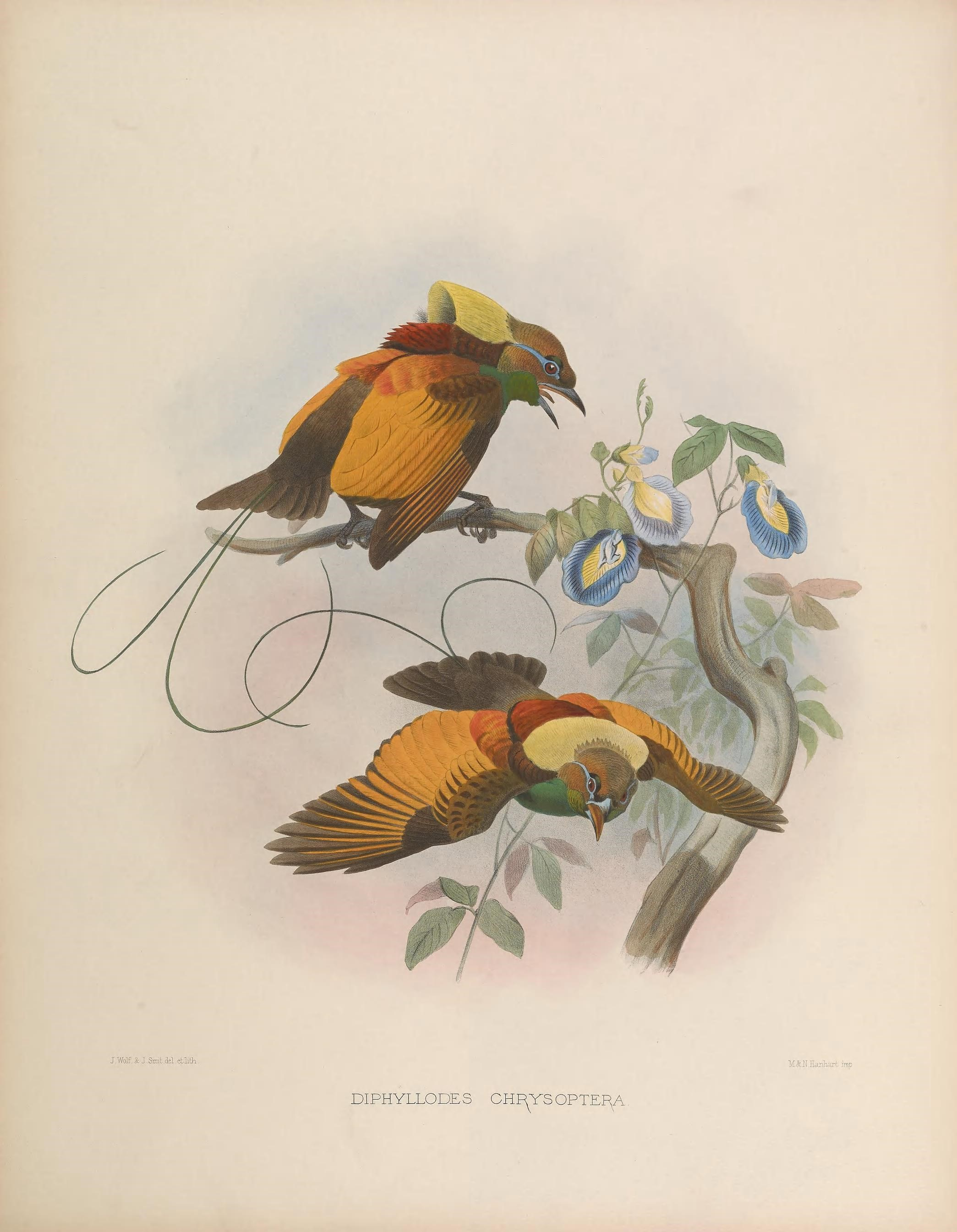
Illustrazione della sottospecie chrysopterus.
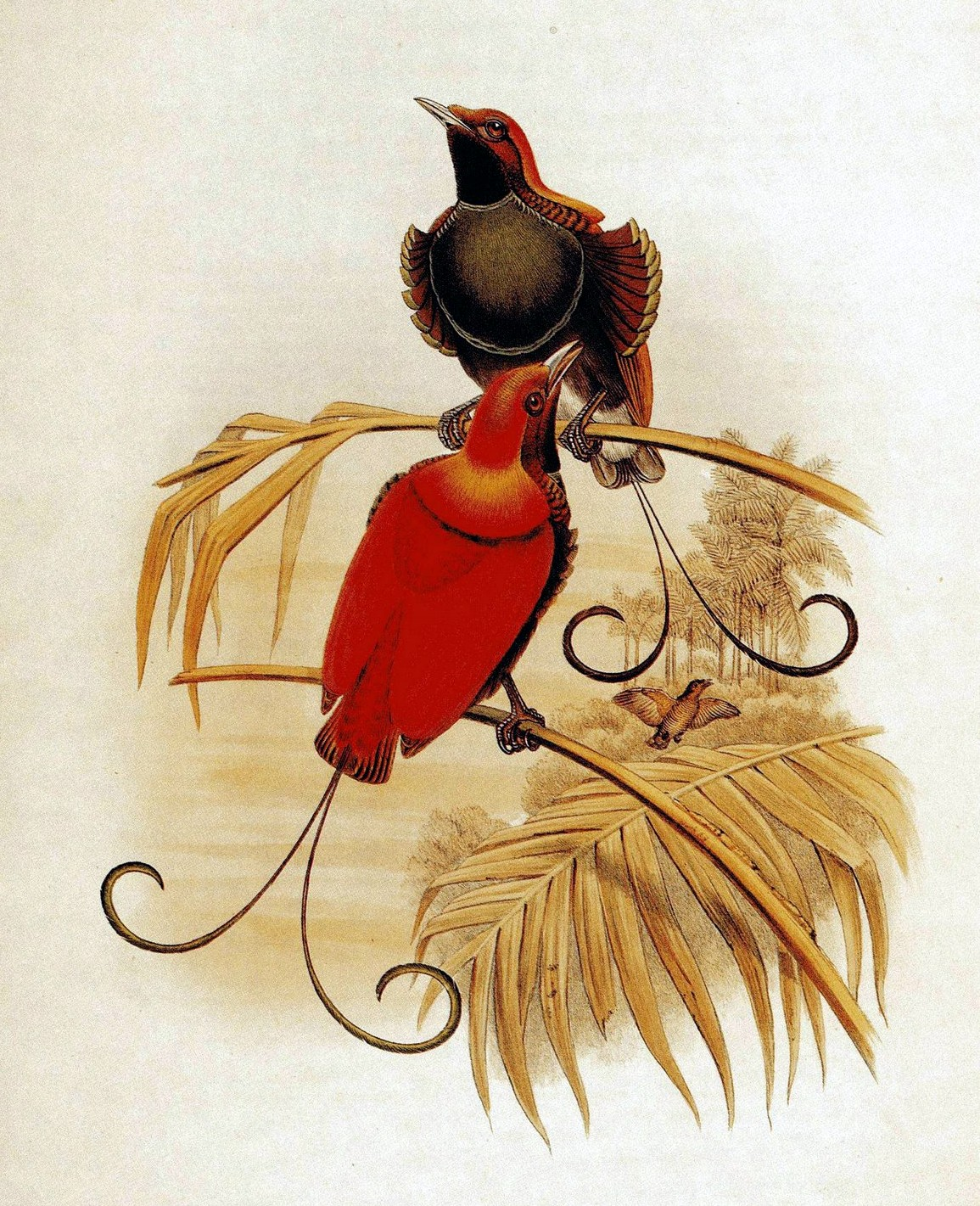
Diphyllodes gulielmi III, in realtà un ibrido
- Esemplare impagliato di Diphyllodes gulielmi III.